# Mékrou
Mékrou je rijeka, koja protječe kroz Benin, Burkinu Faso i Niger. Protječe i kroz Nacionalni park W.
Pritoka je rijeke Niger. Ima izvor u Beninu. Jednim dijelom čini granice između Benina i Burkine Faso i između Benina i Nigera. Predložena gradnja brane Dyondyonga na rijeci Mékrou za proizvodnju električne energije izazvala je zabrinutost među ekolozima.